# Heut’ kommt’s drauf an
Heut’ kommt’s drauf an ist ein deutscher Spielfilm aus dem Jahre 1933 von Kurt Gerron mit Hans Albers und der späteren zweifachen Oscar-Preisträgerin Luise Rainer in den Hauptrollen.

## Handlung
Hannes Eckmann ist der Leiter einer Hamburger Tanzkapelle und in seiner Branche wie bei den Tanzfreudigen sehr beliebt. Als in Berlin ein Dirigenten-Wettbewerb stattfinden soll, macht er sich sofort auf die Reise. Während der Fahrt in die Reichshauptstadt lernt Hannes den jungen Komponisten Peter Schlemm kennen, der ihm gut gefällt. Schlemm hat gerade ein Tanzlied geschaffen, das Hannes mit seiner Combo unbedingt zu einem Hit machen möchte (was ihm später auch gelingen wird). Als die beiden in Berlin ankommen, begegnet Eckmann einer weiteren Person. Die noch sehr junge Dame heißt Marita Costa und ist Chefin einer Damenkapelle, mit der sie in einer großen Varietéveranstaltung auftritt. Marita gefällt Hannes, und als dieser erfährt, dass Marita ein Problem bekommt, da gerade ihr Stepptänzer erkrankt ist, springt der auch diesbezüglich beschlagene Kapellmeister Hannes kurzerhand für den Tänzer ein, ohne Marita zu beichten, dass er als Kapellmeister hier in Berlin ihr direkter Konkurrent ist. Prompt wird Maritas Combo-Gastspiel dank der Mitwirkung von Hannes ein voller Erfolg, und obendrein scheinen sich die beiden Konkurrenten sogar zu mögen.
Dies ändert sich schlagartig, als Marita erfahren muss, was ihr Herzbube Hannes eigentlich hauptberuflich macht: nämlich fast exakt dasselbe wie sie. Damit sieht sie in Hannes einen Konkurrenten in dem anstehenden Dirigenten-Wettbewerb und nimmt an, dass seine Hilfsbereitschaft nur Teil eines hinterhältigen Plans sein könne. Maritas Impresario Basil, ein mit allen Wassern gewaschener und keinen miesen Trick auslassender Schlawiner, will daraufhin Hannes durch ein kleines Manöver ausbooten: Er lässt kurzerhand das Fahrzeug mit Eckmanns Musikinstrumenten „entführen“. Doch damit schneidet sich Basil jedoch ins eigene Fleisch, denn seine dümmlichen Handlanger haben ausgerechnet den Wagen mit den Instrumenten von Maritas Kapelle erwischt. Die kann nun womöglich am Wettbewerb gar nicht mehr teilnehmen. Und wieder erweist sich der famose Hannes Eckmann als Retter in der Not. Er gewinnt schließlich nicht nur das Herz der charmanten Konkurrentin mit dem Bubikopf, sondern beide zusammen auch noch den Hauptpreis der Wettbewerbsveranstaltung: das „goldene Saxophon“.

## Produktionsnotizen
Heut’ kommt’s drauf an ist der letzte Film, den sowohl Albers als auch der jüdische Regisseur Gerron vor der Machtergreifung durch die Nationalsozialisten drehten. Er entstand innerhalb eines Monats, zwischen dem 15. Dezember 1932 und Mitte Januar 1933. Der Film wurde am 17. März 1933 im Berliner Gloria-Palast uraufgeführt.
Eugen Kürschner übernahm die Produktionsleitung. Die Filmbauten schuf Max Knaake, Julius von Borsody war künstlerischer Beirat. Kurt Hoffmann assistierte Regisseur Gerron. Schauspielerin und Sängerin Baby Gray gab hier ihr Leinwanddebüt.
Wie Gerron verließen auch zahlreiche weitere an diesem Streifen beteiligte Künstler, darunter alle vier jüdischen Komponisten und Liedschreiber sowie die Big Band Stefan Weintraubs, nach dieser Produktion Deutschland und gingen in die Emigration.

## Musikaufnahmen
Es spielen und singen die Weintraubs Syncopators, die Liedtexte schrieb Fritz Rotter. Die musikalische Bearbeitung übernahm Helmut Wolfes. Folgende Musiktitel wurden gespielt:
- Ich bin der Hans im Glück (Musik: Paul Mann und Stefan Weiß, Text: Fritz Rotter)[1]
- Immer wenn ich glücklich bin, muss ich schrecklich weinen (Musik: Walter Jurmann und Bronislau Kaper, Text: Fritz Rotter)
- In 24 Stunden kann so viel gescheh’n (Musik: Walter Jurmann und Bronislau Kaper, Text: Fritz Rotter)
- Mein Gorilla hat ‘ne Villa im Zoo (Musik: Walter Jurmann und Bronislau Kaper, Text: Fritz Rotter als Peter Kuckuck)[2]

## Kritik
Die Österreichische Film-Zeitung konstatierte: „Der amüsante Film ist von der starken Vitalität des Hauptdarstellers getragen; Luise Rainer zeigt sich als interessante Schauspielerin; Oskar Karlweis als hilfloser Komponistendebütant ist äußerst sympathisch (…) Kurt Gerrons farbenreiche Inszenierung und die hübsche Musik sind ebenfalls starke Erfolgsmomente des Films.“